# Dusty in Memphis
Dusty in Memphis — пятый студийный альбом британской певицы Дасти Спрингфилд, выпущенный 31 марта 1969 на лейбле Atlantic. Альбом попал во многие списки лучших альбомов по версиям различных изданий, в том числе на 89-ю строчку списка из 500 величайших альбомов всех времён по версии журнала Rolling Stone. В 2020 году альбом был включён в Национальный реестр аудиозаписей.

## Описание
| Оценки критиков               | Оценки критиков |
| Источник                      | Оценка          |
| ----------------------------- | --------------- |
| AllMusic                      | [ 1 ]           |
| Encyclopedia of Popular Music | [ 4 ]           |
| Entertainment Weekly          | A               |
| MusicHound                    | 4/5             |
| Rolling Stone                 | [ 7 ]           |
| The Rolling Stone Album Guide | [ 8 ]           |
| Sputnikmusic                  | 4.5/5           |

Альбом был записан в 1968 году, когда Дасти Спрингфилд, «белая английская поп-певица», поехала на юг США, в Мемфис, где под руководством продюсеров Atlantic Records Джерри Векслера, Тома Дауда и Арифа Мардина записала «настоящий соул-альбом». Песни были аранжированы группой из Мемфиса, лидерами которой были гитарист Реджи Янг и басист Томми Когбилл.
По мнению Грейла Маркуса, написавшего рецензию на «Dusty in Memphis» в январе 1999 года в журнале Rolling Stone, своим альбомом Спрингфилд «вспахала борозду, которая до сих пор видна». Альбом по-прежнему звучит «стильно и ловко», но спустя несколько десятилетий после его издания стала очевидной зависимость Спрингфилд от качества исполняемых ею песен. Слабость музыкального материала, который исполняла Спрингфилд до «Dusty in Memphis», отмечалась также обозревателем Тони Шерманом.
По мнению обозревателя портала AllMusic, альбом «Dusty in Memphis» в полной мере заслуживает своего статуса «классики», со временем он только укреплял свою репутацию, в отличие от иных легендарных альбомов. В 1993 году журнал NME поставил «Dusty in Memphis» на 54-е место в списке величайших альбомов.
Песня «Son of a Preacher Man» с альбома стала популярной в 1994 году, когда она была использована в саундтреке к фильму «Криминальное чтиво».

## Список композиций
В оригинальном издании альбома было 11 треков:
| №   | Название                          | Автор(ы)                                        | Длительность |
| --- | --------------------------------- | ----------------------------------------------- | ------------ |
| 1.  | «Just a Little Lovin'»            | Barry Mann / Cynthia Weil                       | 2:19         |
| 2.  | «So Much Love»                    | Gerry Goffin / Carole King                      | 3:32         |
| 3.  | «Son of a Preacher Man»           | John Hurley / Ronnie Wilkins                    | 2:29         |
| 4.  | «I Don't Want to Hear It Anymore» | Randy Newman                                    | 3:12         |
| 5.  | «Don't Forget About Me»           | Gerry Goffin / Carole King                      | 2:52         |
| 6.  | «Breakfast in Bed»                | Donnie Fritts / Eddie Hinton                    | 2:57         |
| 7.  | «Just One Smile»                  | Randy Newman                                    | 2:43         |
| 8.  | «The Windmills of Your Mind»      | Alan Bergman / Marilyn Bergman / Michel Legrand | 3:52         |
| 9.  | «In the Land of Make Believe»     | Burt Bacharach / Hal David                      | 2:33         |
| 10. | «No Easy Way Down»                | Gerry Goffin / Carole King                      | 3:12         |
| 11. | «I Can't Make It Alone»           | Gerry Goffin / Carole King                      | 3:56         |

| №   | Название                         | Автор(ы)                   | Длительность |
| --- | -------------------------------- | -------------------------- | ------------ |
| 12. | «Willie and Laura Mae Jones»     | Tony Joe White             | 2:49         |
| 13. | «That Old Sweet Roll (Hi-De-Ho)» | Gerry Goffin / Carole King | 2:59         |
| 14. | «What Do You Do When Love Dies»  | Mary Unobsky / Donna Weiss | 2:39         |

## Участники записи
- Дасти Спрингфилд — вокал
- Джин Крисман — ударные
- Томми Когбилл — бас-гитара, гитара
- Бобби Вуд — пианино
- Реджи Янг — гитара, ситар
- The Sweet Inspirations — приглашённые артисты, бэк-вокал
- Бобби Эммонс — конги, орган, пианино, электрическое пианино
- Том Дауд — аранжировка, труба, продюсирование
- Ариф Мардин — аранжировка, продюсирование, струнные инструменты
- Джин Орлофф — дирижёр
- Дэниел Херш — ремастеринг
- Билл Инглот — ремастеринг
- Джерри Некслер — продюсирование

## Позиции в чартах
Альбом достиг 99 строчки в Billboard 200.

### Синглы
| Год  | Сингл                        | Чарт                  | Позиция |
| ---- | ---------------------------- | --------------------- | ------- |
| 1969 | «Breakfast In Bed»           | The Billboard Hot 100 | 91      |
| 1969 | «Don’t Forget About Me»      | The Billboard Hot 100 | 64      |
| 1969 | «The Windmills of Your Mind» | Adult Contemporary    | 3       |
| 1969 | «The Windmills Of Your Mind» | The Billboard Hot 100 | 31      |
| 1969 | «Willie & Laura Mae Jones»   | The Billboard Hot 100 | 78      |